# Cruz Verde, Marquelia
Cruz Verde är en ort i Mexiko.   Den ligger i kommunen Marquelia och delstaten Guerrero, i den södra delen av landet, 300 km söder om huvudstaden Mexico City. Cruz Verde ligger 141 meter över havet och antalet invånare är 143.
Terrängen runt Cruz Verde är platt åt sydväst, men åt nordost är den kuperad. Runt Cruz Verde är det ganska glesbefolkat, med 34 invånare per kvadratkilometer. Närmaste större samhälle är San Luis Acatlán, 10,9 km norr om Cruz Verde. Omgivningarna runt Cruz Verde är en mosaik av jordbruksmark och naturlig växtlighet.